# باول ماردن
باول ماردن (بالإنجليزية: Paul Mardon)‏ هو لاعب كرة قدم بريطاني في مركز الدفاع، ولد في 14 سبتمبر 1969 في برستل في المملكة المتحدة. شارك مع منتخب ويلز لكرة القدم. أما مع النوادي، فقد لعب مع أولدهام أثلتيك وبرمنغهام سيتي ونادي بريستول سيتي ونادي بليموث أرجايل ونادي دونكاستر روفرز ونادي ريكسهام ووست بروميتش ألبيون.

## وصلات خارجية
- باول ماردن على موقع قاعدة بيانات كرة القدم.إي يو (الإنجليزية)
- باول ماردن على موقع Soccerbase.com (لاعب) (الإنجليزية)